# Craven Arms
Craven Arms est une ville de marché et une paroisse civile du Shropshire, en Angleterre.